# Maurice Saški
Maurice Saški (nemško Moritz von Sachsen), nemški vojskovodja in vojaški teoretik v francoski službi, * 28. oktober 1696, Goslar, † 30. november 1750 Château de Chambord.
Postal je eden od sedmih generalnih maršalov Francije.